# Transportes Mosa
A Transportes Mosa (pronuncia-se "mósa") foi uma empresa de ônibus da cidade do Rio de Janeiro, concessionária municipal.[carece de fontes?]
Foi uma das mais antigas e maiores empresas de ônibus cariocas, operando linhas no Centro da cidade e nas zonas Norte e Sul.

## História
A empresa foi criada em 21 de Janeiro de 1950.
Com o agravamento da crise e o sucateamento da frota, teve suas três linhas cassadas pela Prefeitura em março de 2002, deixando de operar na cidade do Rio de Janeiro no mês seguinte. Sua frota foi agregada à empresa Santa Rita, nome comercial da Turismo Santa Rita dos Milagres Ltda, de Itaguaí.
Afundada em dívidas, sua falência foi decretada em 2002 logo após a celebração da sociedade com a Santa Rita. É reconhecida como extinta em 15 de Maio de 2003. Após a falência da Mosa, seus administradores participaram da operação da cooperativa de ônibus CT Rio, extinta em 2004, operando com alguns veículos remanescentes da Mosa. Sua personalidade jurídica foi desconsiderada posteriormente em decisão judicial.